# Somatochlora japonica
Somatochlora japonica là một loài chuồn chuồn trong họ Corduliidae.